# Tochaars

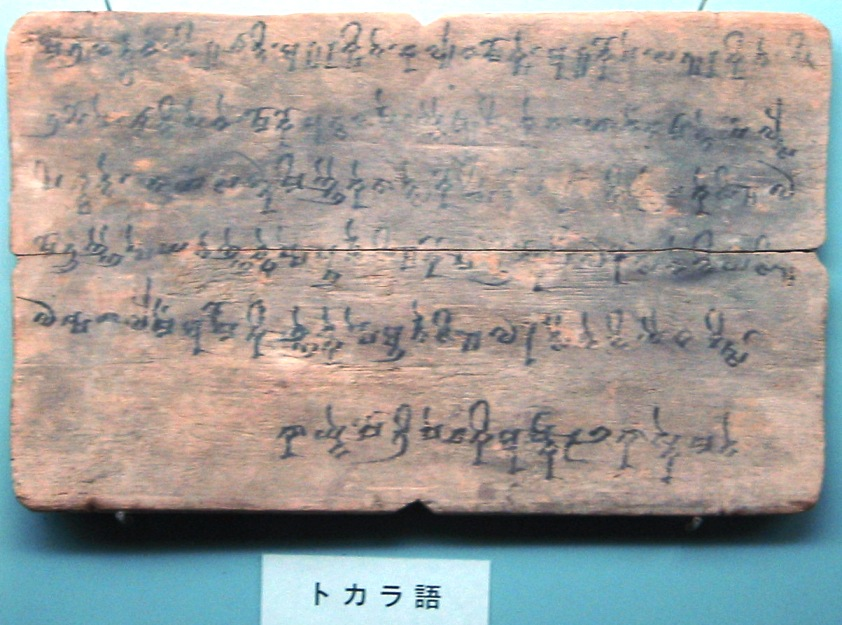
Houten plaat met Tochaarse inscripties. Koetsja, China, 5e–8e eeuw.

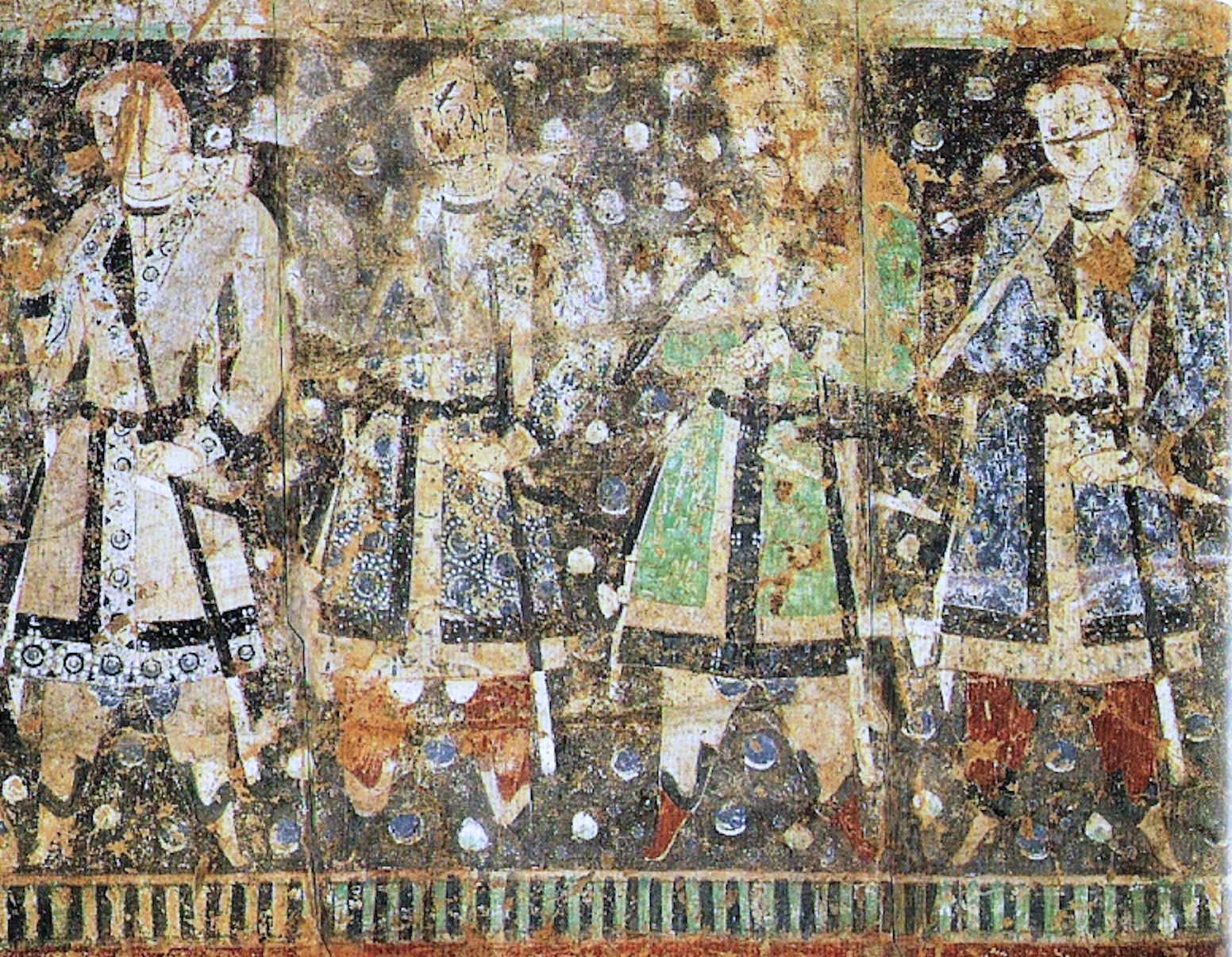
"Tochaarse prinsen", met blond haar en lichtblauwe ogen. Fresco uit de 6e eeuw, Grotten van Qizil nabij Kuqa, Tarimbekken. Deze fresco's gingen vergezeld van begeleidende tekst in het Tochaars en het Sanskriet.

Het Tochaars is een dode taal die oorspronkelijk gesproken werd door de bewoners in de Turpanlaagte en het Tarimbekken in Centraal-Azië, in de tegenwoordige Chinese provincie Sinkiang. De taal behoort tot de Indo-Europese talen, specifieker de Kentumtalen.

## Ontdekking
In het begin van de 20e eeuw werden in Turkestan (Centraal-Azië) handschriften uit de 7e of 8e eeuw opgegraven in een onbekende taal (in cursief Gupta, een variant van het Brahmi-schrift). Dankzij tweetalige teksten konden zij tamelijk vlug worden ontcijferd. Al snel werd duidelijk, dat het hier om een Indo-Europese taal ging.
Het Tochaars, zoals de taal werd genoemd, kende twee sterk afwijkende dialecten, die tegenwoordig eerder als twee afzonderlijke – wederzijds niet verstaanbare – talen worden beschouwd:
- het Tochaars A (Tochaars in engere zin; Turfaans; Arśi; Karaxahr, Oost-Tochaars), en
- het Tochaars B (Koetsjisch; West-Tochaars).
- het Tochaars C (3e-eeuwse Prakritdocumenten uit Kroraina in het Tarimbekken bevatten leenwoorden en namen die lijken te komen uit een derde dialect, het Tochaars C)

'Tochaars A werd gebruikt in Karashahr, Tochaars B in Kucha, teksten in beide talen zijn in Turfan gevonden. De Indo-Europese talen werden traditioneel onderverdeeld in twee grote groepen, de westelijke kentumtalen en oostelijke satemtalen. Het Tochaars was in die onderverdeling een kentumtaal, ondanks het feit dat het de meest oostelijke van de Indo-Europese talen is. In de hedendaagse opvatting speelt dat onderscheid geen rol meer in de historische taalkunde. Satemisering wordt gezien als een innovatie die vanuit een centraal gebied uitwaaierde over de omringende Indo-Europese volkeren, maar daarbij de perifere gebieden in het westen (bv. de Keltische en Italische talen) en oosten (de Tochaarse talen) nooit heeft bereikt. Van een relatie tussen die twee taalgroepen is dus geen sprake.
De Tochaarse talen werden grotendeels overgeleverd via boeddhistische, religieuze en medische teksten, waarvan vele waren vertaald uit het Sanskriet, alsmede kloosterrekeningen en een enkele originele tekst. Zij werden in 1908 ontcijferd door de Duitse taalkundigen Emil Sieg en Wilhelm Siegling. Voordat het Tochaars aan het begin van de 20e eeuw – min of meer bij toeval – was ontdekt, had niemand ooit het bestaan ervan vermoed.
De manuscripten, waardoor het Tochaars is overgeleverd, dateren van de 6e tot de 8e eeuw AD. Beide talen werden gesproken in het Tarimbekken in Centraal-Azië, in de tegenwoordige Chinese provincie Sinkiang. De gemeenschappelijke oertaal van A en B, het Proto-Tochaars, moet ten minste enkele eeuwen ouder zijn dan de overgeleverde talen en zal dus in het eerste millennium voor Christus zijn gesproken.

## De benoeming van de taal als Tochaars
De benoeming van de taal als Tochaars is gebaseerd op de vondst begin 20e eeuw van een tekst in het Oud-Turks, de Maitrisimit nom bitig. Dat is een vertaling van een boeddhistische tekst in het Sanskriet, de Maitreyasamiti-Nāṭaka. De tekst van het colophon van het gevonden manuscript maakt echter duidelijk dat de Oud-Turkse tekst tot stand kwam door een vertaling uit wat toxrï (Twγry) in dat colophon werd genoemd. Friedrich W. K. Müller stelde in 1907 voor die intermediaire taal Tochaars te noemen. Een jaar later werd dat idee overgenomen door Emil Sieg en Wilhelm Siegling. Zij waren als eersten in staat geweest de eerste Tochaarse documenten te vertalen in een Europese taal.
Zij veronderstelden dat de benoeming toxrï identiek was met wat in het Grieks To'kʰaroi en in het Sanskriet Tukʰāra is. Met die twee woorden werden inwoners van het gebied Bactrië aangeduid. In sommige toenmalige wetenschappelijke publicaties werden de inwoners van dat gebied aangeduid als Indo-Scythen. Sieg en Siegling waren dan ook van opvatting dat de taal van die Indo-Scythen het Tochaars geweest zou moeten zijn.
Die conclusie wordt door het overgrote deel van het vakgebied in de 21e eeuw onhoudbaar geacht. De belangrijkste taal die de inwoners van Bactrië spraken was Bactrisch. Een rol in de discussie speelt de in vroege Chinese bronnen vermelde migratie van de Yuezhi vanuit het Tarimbekken naar het gebied Bactrië. De Yuezhi zouden gerelateerd kunnen zijn aan de historische Tocharen in Bactrië. Er is echter geen enkel bewijs of aanwijzing dat zij Tochaars zouden hebben gesproken. De term Tochaars wordt nu algemeen geacht een verkeerde benaming te zijn, omdat de groep die aangeduid wordt met Tocharen die taal zeker niet sprak. Hoewel dit regelmatig verwarring veroorzaakt, is de term tot nu toe gehandhaafd vanwege een gebrek aan een geaccepteerd alternatief.
Het Tochaars is inmiddels reeds lang uitgestorven; de taal werd verdrongen door het Oeigoers, dat tot de Turkse talen behoort. Na 840 werden de Oeigoeren door de Kirgiezen verdreven uit Mongolië, waardoor zij gedwongen waren zich terug te trekken in het Tarimbekken. Deze theorie wordt ondersteund door de ontdekking van Oeigoerse vertalingen van Tochaarse teksten.

## Klankleer
Opvallend is dat het Tochaars binnen de Indo-Europese taalfamilie tot de groep der Kentumtalen behoort. Deze worden gekarakteriseerd door het samenvallen van palatovelare en velare medeklinkers (*k, *g, *gh). Het Tochaars is dus in eerste instantie verwant aan de Italische, de Keltische en de Germaanse talen, alsmede aan het Grieks. Dit is des te opmerkelijker, daar alle andere oostelijke Indo-Europese talen Satemtalen zijn. Hiermee is de oude veronderstelling, dat de tweedeling tussen Kentum- en Satemtalen hoofdzakelijk een verdeling was in oost en west, grotendeels op losse schroeven komen te staan. Tegenwoordig vragen velen zich af hoe waardevol het onderscheid tussen Satem- en Kentumtalen nog is. Ook heeft de ontdekking van het Tochaars voeding gegeven aan de theorie, dat het niet zozeer een onderscheid tussen oost en west betreft, maar eerder een onderscheid tussen een zich vernieuwend centrum (de Satemtalen) en een conservatievere periferie (de Kentumtalen).

### Klinkers
- /i/, /e/, /æ/?, /a/ /u/, /o/,
- Tweeklanken (alleen in Tochaars B): /aj/, /aw/

### Medeklinkers
- Plosieven: /p/, /t/, /c/, /k/
- Affricaten: /ts/
- Fricatieven: /s/, /ɕ/?, /ʂ/?
- Approximanten: /w/, /j/
- Trillers: /r/
- Neusklanken: /m/, /n/, /ɲ/?
- Laterale approximanten: /l/

## Schrift
Het Tochaars is overgeleverd via fragmenten van manuscripten, waarvan de meeste dateren van de 8e eeuw. Deze waren geschreven op palmbladeren, houten tabletten en Chinees papier en konden de tand des tijds doorstaan dankzij het extreem droge klimaat van het Tarimbekken. Voorbeelden van de taal zijn ontdekt in Koetsja en Karasahr. Daaronder zijn ook vele muurinscripties.
Het gebruikte alfabet was een abugida, afgeleid van het Noord-Indische Brāhmī-schrift. Het ontcijferen van het Tochaars werd sterk vergemakkelijkt door het feit, dat een groot deel van de manuscripten vertalingen uit het Sanskriet waren van bekende boeddhistische werken, waaronder ook tweetalige manuscripten. Afgezien van deze Boeddhistische en manicheïstische religieuze teksten bestaat het Tochaars corpus uit kloostercorrespondentie en -rekeningen, handelsdocumenten, karavaanvergunningen, medische en magische teksten, alsmede uit een liefdesgedicht.
In 2008 vermeldde de Salon Daily een prijsuitreiking aan de Chinese vertaler Ji Xianlin die zich het Tochaars al voor zijn PhD in 1941, behaald onder de hier gemelde Siel, meester had gemaakt. Eind januari 2008 ontving de 97-jarige Ji Xianlin van de Indiase overheid de Padma Busan Award. Ji Xianlin was de vertaler van de Maitreyasamiti-Nataka, een werk uit de Mahayanacanon dat de komst van de toekomende Boeddha vertelt. Ji vertaalde het uit het Tochaars naar het Chinees, evenals een flink aantal andere in het Tochaars geschreven manuscripten.

## Voorbeelden
¹ = Verwant, met veranderde betekenis

² = Nederlandse betekenis, niet verwant